# Рохань
Рохань, Рохані (рум. Rohani) — село у повіті Біхор в Румунії. Входить до складу комуни Кепилна.
Село розташоване на відстані 403 км на північний захід від Бухареста, 38 км на південь від Ораді, 114 км на захід від Клуж-Напоки, 128 км на північний схід від Тімішоари.

## Населення
За даними перепису населення 2002 року у селі проживали 162 особи. Рідною мовою 161 особа (99,4%) назвала румунську.
Національний склад населення села:
| Національність | Кількість осіб | Відсоток |
| -------------- | -------------- | -------- |
| румуни         | 127            | 78,4%    |
| цигани         | 35             | 21,6%    |